# Renee Westenbrink
Renee Westenbrink (Nieuwleusen, 23 juli 1974) is een Nederlands componist en gitarist, die ook piano, tuba, hoorn en trompet speelt.
Renee Westenbrink studeerde geschiedenis aan de Rijksuniversiteit Groningen en vanaf 2004 compositie bij Joost Kleppe bij Cultureel Centrum Parnassos te Utrecht. Zijn componeerstijl wordt gekenmerkt door een combinatie van minimale elementen in de stijl van Philip Glass en Steve Reich zonder gebruik van slaginstrumenten, in combinatie met een zeker lyriek vanuit met name de 19e-eeuwse Russische muziek.
Naast componist is Renee Westenbrink beleidsmedewerker bij de Technische Universiteit Eindhoven.

## Werken (o.a.)
- Pastures in the Sun (2002)
- Their Finest Hour (2005), op een toespraak van Winston Churchill
- King Lear (2005)
- Het Geluid van de Stad (2008), tezamen met Arnold Reinders en Lenneke Oudkerk